# 찰스 위닝거
찰스 위닝거(Charles Winninger, 1884년 5월 26일~1969년 1월 27일)는 미국의 배우, 연극 배우이다.

## 영화
- 태양은 밝게 빛난다(1953년)
- 기브 미 리가드 투 브로드웨이(1948년)
- 리빙 인 어 빅 웨이(1947년)
- 섬씽 인 더 윈드(1947년)
- 러버 컴 백(1946년)
- 쉬 우든트 세이 예스(1945년) - 닥터 레인 역
- 어느 박람회장에서 생긴 일(1945년)
- 브로드웨이 리듬(1944년)
- 벨 오브 더 유콘(1944년)
- 허스 투 홀드(1943년)
- 레이디 테이크 어 찬스(1943년)
- 코니 아일랜드(1943년)
- 마이 라이프 위드 캐롤라인(1941년)
- 미인극장(1941년)
- 리틀 넬리 켈리(1940년)
- 이프 아이 해드 마이 웨이(1940년)
- 비욘드 투마로우(1940년)
- 쓰리 스마트 걸 그로우 업(1939년)
- 베이비 인 암스(1939년)
- 하드 투 겟(1938년)
- 낫띵 새크리드(1937년)
- 유어 어 스윗하트(1937년)
- 유 캔트 해브 에브리씽(1937년)
- 쓰리 스마트 걸스(1936년)
- 쇼 보트(1936년)
- 플레잉 하이(1931년)
- 칠드런 오브 드림스(1931년)
- 마델론의 비극(1931년)